# Torrecampo
Torrecampo ist eine spanische Gemeinde in der Provinz Córdoba in Andalusien. 2024 hatte die Gemeinde 1.000 Einwohner.

## Geographie
Sie liegt auf einer Höhe von 575 über dem Meer und erstreckt sich über 197 km². Die Entfernung zur Provinzhauptstadt Córdoba beträgt 104 km. Das Ortsgebiet schafft eine Verbindung zwischen der Comarca de Los Pedroches und dem Valle de Alcudia. Es wird beherrscht von eichenbestandenen Weiden und verfügt an manchen Stellen über schöne Galeriewälder entlang der Flüsse.
Im Siedlungsgebiet gibt es offenbar keine Bäche die abfließen, aber in der Umgebung des Dorfes gibt es eine ganze Reihe von Bächen: Arroyo de Rompereza, Arroyo de Tamujoso, Arroyo de Guadamora und der Arroyo del Lancharejo, jeweils mit verschiedenen Nebenflüssen.
Die A-435 verbindet den Ort mit Pedroche im Südwesten und dem weit entfernten Puertollano in der autonomen Gemeinschaft Kastilien-La Mancha im Nordosten. Weitere kleine Straßen führen nach Conquista im Südosten, Villanueva de Córdoba im Süden und El Guijo im Westen.

## Name
Der Name geht zurück auf das Mittelalter. Damals bezeichnete el Torre einen Hügel, der auch als Wachtposten benutzt wurde. Dort siedelten sich wohl mit der Zeit einige Bauern an. Torrecampo kann man mit Turmfeld wiedergeben.

## Geschichte
Der Ort entstand im 14. Jahrhundert als Weiler von Pedroche, obwohl schon früher erste Ansiedlungskeime vorhanden waren, wie zum Beispiel das Castillo de Mogábar. Diese Stelle war wohl seit der Kupfersteinzeit besiedelt. 1484 erlangte das Dorf die Unabhängigkeit und schloss sich den Siete Villas de Los Pedroches an. 1560 kam es zur Marquesado El Carpio.

## Kulturerbe

### Patrimonio Histórico Andaluz
Die Monumente des Ortes sind vor allem die kirchlichen Gebäude: die Pfarrkirche Parroquia de san Sebastián aus dem 15. Jahrhundert, die Ermita de Jesús Nazareno (16. Jh.), die Ermita de La Virgen de Gracia (13. Jh.; umgewidmete Synagoge mit interessanten Wandmalereien), das Santuario de la Virgen de Veredas (16. Jh.) am Rio Guadamora. Über den Ort verteilt sind Gebäude aus dem 15. Jahrhundert mit eindrucksvollen gotischen Granittoren, die sogenannten Casas Adintelas, z. B. die Casa de la Inquisición. Sehenswert sind auch die Ruinen des Castillo Mogábar und das Museum Posada del Moro (Herberge des Mauren), das der Ortschronist Esteban Márquez Triguero eingerichtet hat. Dieses Gebäude prangt mit einem Tor aus der Renaissance-Zeit.

## Kultur
Die wichtigsten Feste des Ortes sind natürlich die Namenstage der Ortsheiligen: Sebastian (Heiliger) am 20. Januar, die Wallfahrt zur Virgen de Veredas (Feria y Fiestas de la Virgen de Veredas, 30. April bis 4. Mai), die eine große Zahl Gläubiger anzieht. Dann gibt es noch  die Feste San Isidor am 15. Mai, San Juan (24. Juni) und der folgende Domingo de Ramos. Jahrmarkt findet immer im August statt, zusammen mit einer nächtlichen Wallfahrt zur Virgen de las Veredas.

## Persönlichkeiten
- José del Patrocinio Romero Jiménez, Maler und Dichter
- Antonio Pastor Alcaide, Politiker der Partido Popular
- Mohamed Al-Gafequi, Ophthalmologe